# Кувезино
Кувезино — деревня в Ковровском районе Владимирской области России, входит в состав Клязьминского сельского поселения.

## География
Деревня расположена в 26 км на восток от центра поселения села Клязьминский Городок и в 40 км на восток от райцентра города Ковров.

## История
Каменная церковь с колокольней в селе Кувезине построена на средства прихожан в 1822 году. Престолов в ней было два: в холодной — во имя Святителя и Чудотворца Николая и в теплом приделе — в честь Вознесения Господня. Приход состоял из села и деревень: Степаново, Сувориха, Жарчиха, Мальчиха. 
В конце XIX — начале XX века село Кувезино входило в состав Мстерской волости Вязниковского уезда. 
В годы Советской Власти и вплоть до 2005 года деревня входила в состав Пантелеевского сельсовета (с 1998 года — сельского округа).

## Население
| 1859 | 1905 |
| ---- | ---- |
| 112  | 61   |

| 1859 | 1905 | 1926 | 2002 | 2010 | 2021 |
| ---- | ---- | ---- | ---- | ---- | ---- |
| 112  | ↘61  | ↗114 | ↘38  | ↘23  | ↗25  |

## Достопримечательности
В деревне находится недействующая Церковь Николая Чудотворца (1822).